# Stanley Kalauni
Stanley Kalauni est un entrepreneur et homme politique niuéen.

## Biographie
Il fonde l'entreprise familiale Niue Vanilla International, de production de vanille par l'agriculture biologique, en 2011, et l'exporte en Nouvelle-Zélande avec l'aide de l'entreprise sociale néo-zélandaise Trade Aid. Son entreprise s'occupe également de l'exportation de la vanille d'autres agriculteurs niuéens. Il établit par la suite un holding qui inclut également une entreprise de locations immobilières (qu'il fonde en 2020) et une entreprise publicitaire, faisant de lui l'un des principaux hommes d'affaires du pays. 
En 2011 également, il obtient un siège aux élections législatives et entre au Parlement de Niué. Aux élections de 2014, il est le candidat le mieux élu, avec 55,3 % des voix au scrutin national. Il brigue alors la direction du gouvernement face au Premier ministre sortant Toke Talagi, mais ce dernier est réélu premier ministre par les députés avec douze voix, contre huit pour Stanley Kalauni. Réélu député en 2017 et en 2020, il ne se représente pas aux élections de 2023.